# Quận Wilson, North Carolina
Quận Wilson là một quận nằm ở tiểu bang Bắc Carolina. Tại thời điểm năm 2000, quận có dân số 73,814 người. Quận lỵ đóng tại Wilson6.
Quận đã được thành lập vào năm 1855 từ các khu vực thuộc quận Edgecombe, quận Johnston, quận Nash, và quận Wayne. Quận đã được đặt tên theo Louis Dicken Wilson.

## Địa lý
Theo Cục điều tra dân số Hoa Kỳ, quận có tổng diện tích 374 square miles (969 km²), trong đó, 371 dặm vuông Anh (961 km²) là diện tích đất và 3 dặm vuông Anh (8 km²) trong tổng diện tích (0,85%) là diện tích mặt nước.

### Các thị trấn
Quận được chia thành 10 xã: Black Creek, Cross Roads, Gardners, Old Fields, Saratoga, Springhill, Stantonsburg, Taylors, Toisnot, và Wilson.

### Các quận giáp ranh
- Quận Nash, Bắc Carolina - Bắc
- Quận Edgecombe, Bắc Carolina - Đông bắc
- Quận Pitt, Bắc Carolina - Đông
- Quận Greene, Bắc Carolina - Đông nam
- Quận Wayne, Bắc Carolina - Nam
- Quận Johnston, Bắc Carolina - Tây nam

## Thông tin nhân khẩu
Theo cuộc điều tra dân số2 năm 2006, quận có 73.814 người, 28.613 hộ, và 19.771 gia đình sinh sống trong quận này. Mật độ dân số là 199 người trên mỗi dặm Anh vuông (77/km²). Có 30.729 đơn vị nhà ở với một mật độ bình quân là 83 trên mỗi dặm Anh vuông (32/km²). Cơ cấu chủng tộc của dân cư sinh sống tại quận này gồm 55,83% người da trắng, 39,33% người da đen hoặc người Mỹ gốc Phi, 0,27% người thổ dân châu Mỹ, 0,42% người gốc châu Á, 0,02% người các đảo Thái Bình Dương, 3,21% từ các chủng tộc khác, và 0,92% từ hai hay nhiều chủng tộc. 6,04% dân số là người Hispanic hoặc người Latin thuộc bất cứ chủng tộc nào.
Có 28,613 hộ trong đó có 31,90% có con cái dưới tuổi 18 sống chung với họ, 48,10% là những cặp kết hôn sinh sống với nhau, 16,50% có một chủ hộ là nữ không có chồng sống cùng, và 30,90% là không gia đình. 26,40% trong tất cả các hộ gồm các cá nhân và 10,20% có người sinh sống một mình và có độ tuổi 65 tuổi hay già hơn. Quy mô trung bình của hộ là 2,51 còn quy mô trung bình của gia đình là 3,03,
Phân bố độ tuổi của cư dân sinh sống trong huyện là 25,60% dưới độ tuổi 18, 9,10% từ 18 đến 24, 28,80% từ 25 đến 44, 23,60% từ 45 đến 64, và 12,90% người có độ tuổi 65 tuổi hay già hơn. Độ tuổi trung bình là 36 tuổi. Cứ mỗi 100 nữ giới thì có 91,30 nam giới. For every 100 nữ giới có độ tuổi 18 và lớn hơn thì, có 87,20 nam giới.
Thu nhập bình quân của một hộ ở quận này là $33.116, và thu nhập bình quân của một gia đình ở quận này là $41.551, Nam giới có thu nhập bình quân $30.364 so với mức thu nhập $21.997 đối với nữ giới. Thu nhập bình quân đầu người của quận là $17.102, About 13,80% gia đình và 18,50% dân số sống dưới ngưỡng nghèo, bao gồm 24,70% những người có độ tuổi 18 và 21,30% là những người 65 tuổi hoặc già hơn.

## Thành phố và thị trấn
- Black Creek
- Elm City
- Lucama
- Saratoga
- Sims
- Stantonsburg
- Wilson